# Станфорд Мур
 Станфорд Мур (на английски: Stanford Moore) е американски биохимик. Той е лауреат на Нобелова награда за химия от 1972 г. заедно с Кристиан Анфинсен и Уилям Стайн за работата им върху структурата на ензима рибонуклеаза и за приноса им към разбирането на връзката между химичната структура и каталитичната активност на рибонуклеазната молекула.

## Биография
Станфорд Мур е роден на 4 септември 1913 г. в Чикаго, Илинойс, но израства в Нашвил, Тенеси, където баща му работи в юридическото училище към университета Вандербилт. След като завършва средното си образование в Нашвил, Мур се записва в университета Вандербилт, не знаейки дали да предприеме кариера с химия или самолетно инженерство. След като в крайна сметка избира химията, Мур завършва университета с най-високи почести. Преподавателите му го препоръчват за стипендиант в Уисконсинския университет, където той получава докторска степен по органична химия през 1938 г.
През 1939 г. той започва работа в лаборатория за изследване на химията на протеините и ензимите. След почти три ценни години там, избухването на Втората световна война изкарва Мур от лабораторията и го принуждава да работи като младши административен служител за академични и промишлени химични проекти. Към края на войната той работи по проект за химически оръжия в Хаваи. След войната Хърбърт Гасер, по това време директор на института Рокфелер, предлага на Мур и Уилям Стайн възможност за изследователска дейност. Така започва сътрудничеството, което накрая води до разработването на количествените хроматографични методи за анализ на аминокиселини, автоматизацията им и употребата им.
През 1950 г. Мур е изпратен в Брюксел, където е организирана лаборатория за аминокиселинен анализ, а след това заминава за Англия за шест месеца, където споделя лаборатория с Фредерик Сангър в Кеймбриджкия университет. През 1952 г. той вече е професор по биохимия. През 1958 г. Мур и Уилям Стайн разработват първия автоматизиран аминокиселинен анализатор, който улеснява определянето на протеиновите структури, а година по-късно двамата обявяват, че са определили за пръв път пълната аминокиселинна последователност на ензима рибонуклеаза, за което получават Нобелова награда за химия.
През 1970 г. е избран за председател на отдела по биохимия към Американската национална академия на науките.
Мур умира на 21 август 1982 г., на 68-годишна възраст, неженен.